# Gümülcineli Damat Nasuh Pascià
Gümülcineli Damat Nasuh Pascià (Gümülcine, ... – Istanbul, 17 ottobre 1614) è stato un politico ottomano di origine albanese.
Andò giovane a Istanbul e ottenne incarichi minori dal serraglio. Grazie al sostegno del suo amico Mehmed Agha si rialzò rapidamente e fu presto nominato voivoda del Qaḍāʾ di Zile, in Anatolia, e poi governatore di Fülek in Ungheria. Sposò la figlia del principe curdo Mir Sheref diventando ricco e potente, il che lo rese orgoglioso e crudele.
Nel 1602 fu nominato governatore di Sivas, nel 1603 di Aleppo e nel 1606 di Diyarbekir. Nel 1606 fu nominato terzo visir e serraschiere della spedizione in Persia, ma prima di partire fu inviato a reprimere la rivolta dell'Anatolia; per un tradimento dei curdi perse una battaglia e fino al 1608 non poté ricongiungersi con l'esercito del Gran Visir Kuyucu Murad Pascià che lo accolse freddamente.
Nel 1610 chiese al sultano Ahmed I la nomina a gran visir in cambio di 40000 ducati e le spese dell'esercito, ma il sultano lo comunicò al gran visir che richiese tali somme a titolo di ammenda. Ma il Gran Visir morì poco dopo (5 agosto 1611) all'età di 90 anni e Nasuh fu nominato al posto. Sposò la figlia di Ahmed I, Ayşe Sultan (1612). Ha represso senza pietà i suoi avversari reali o immaginari. Era coraggioso, eloquente e dinamico ma allo stesso tempo irritabile, violento e incapace di parlare a bassa voce, sempre alla ricerca dell'umiliazione degli altri. Ha accumulato enormi ricchezze e si considerava scelto per governare. Il sultano decise di allontanarlo e lo fece strangolare dal Bostanji-bashi (17 ottobre 1614). Le sue proprietà furono confiscate.